# Harfiarz
Harfiarz (Psalmopoeus) – rodzaj pająków z infrarzędu ptaszników i rodziny ptasznikowatych. Obejmuje 13 opisanych gatunków. Zamieszkują Amerykę Środkową i północną Amerykę Południową.

## Morfologia

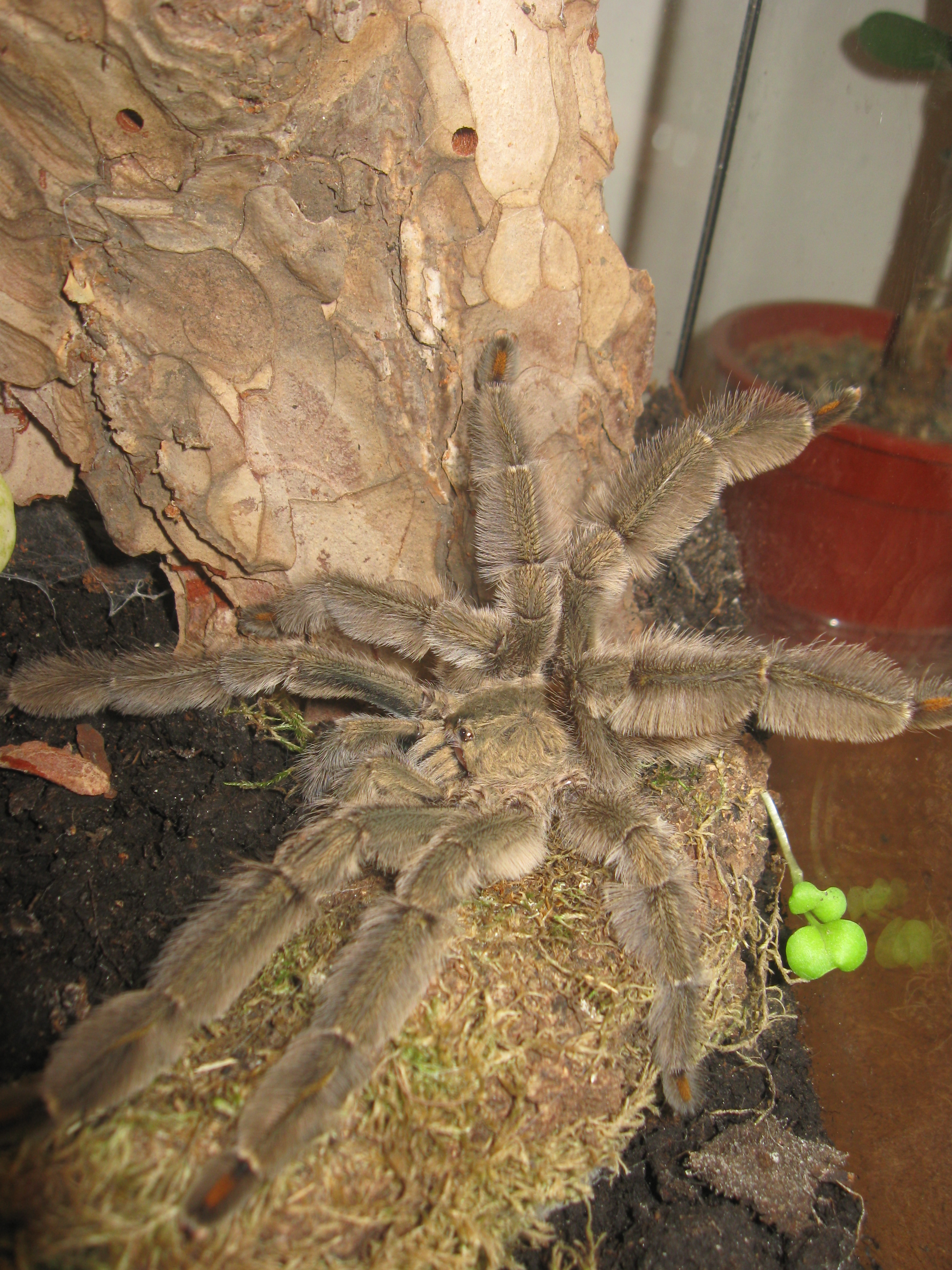
Harfiarz trynidadzki, samiec

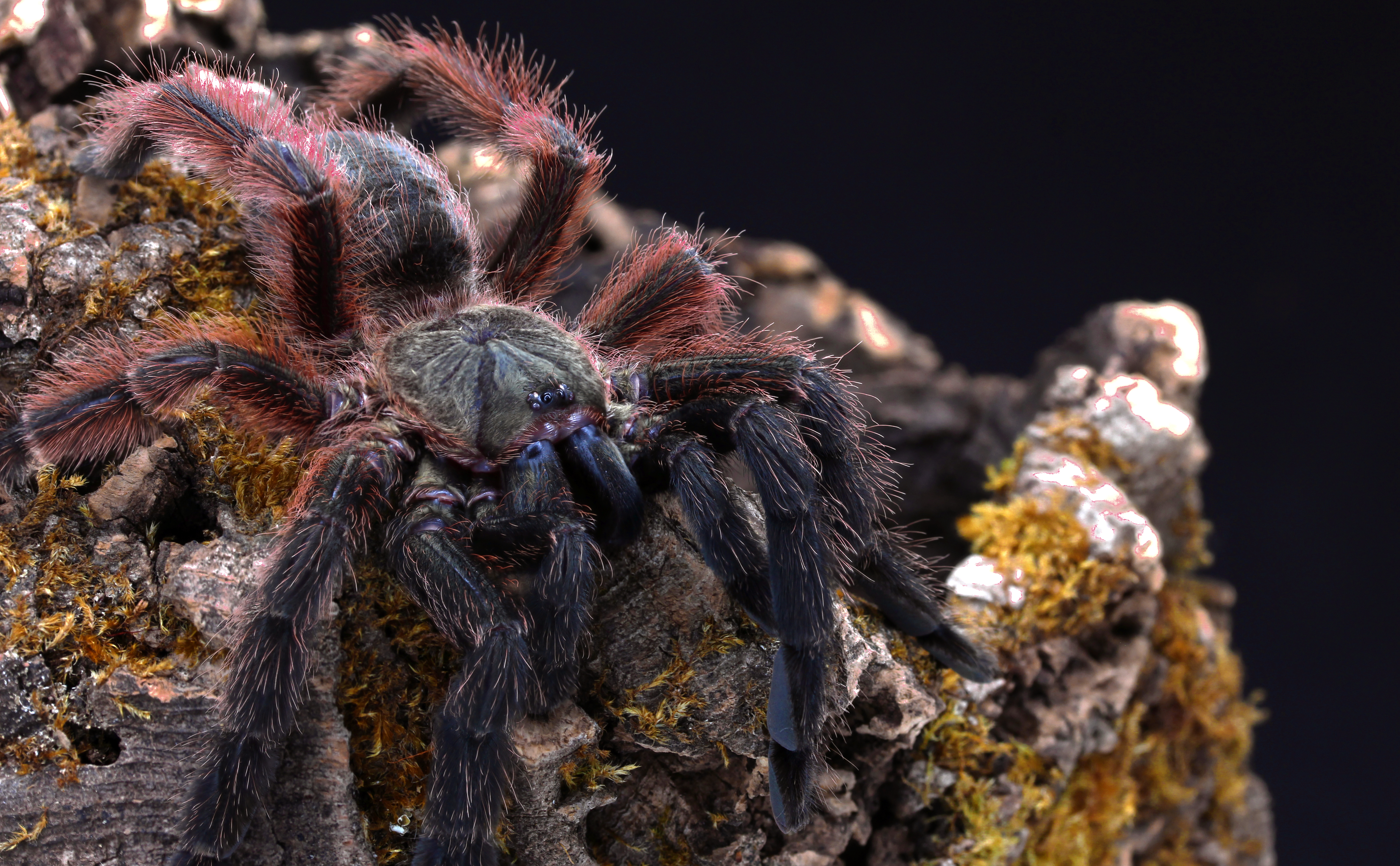
Harfiarz czerwonowłosy, samica

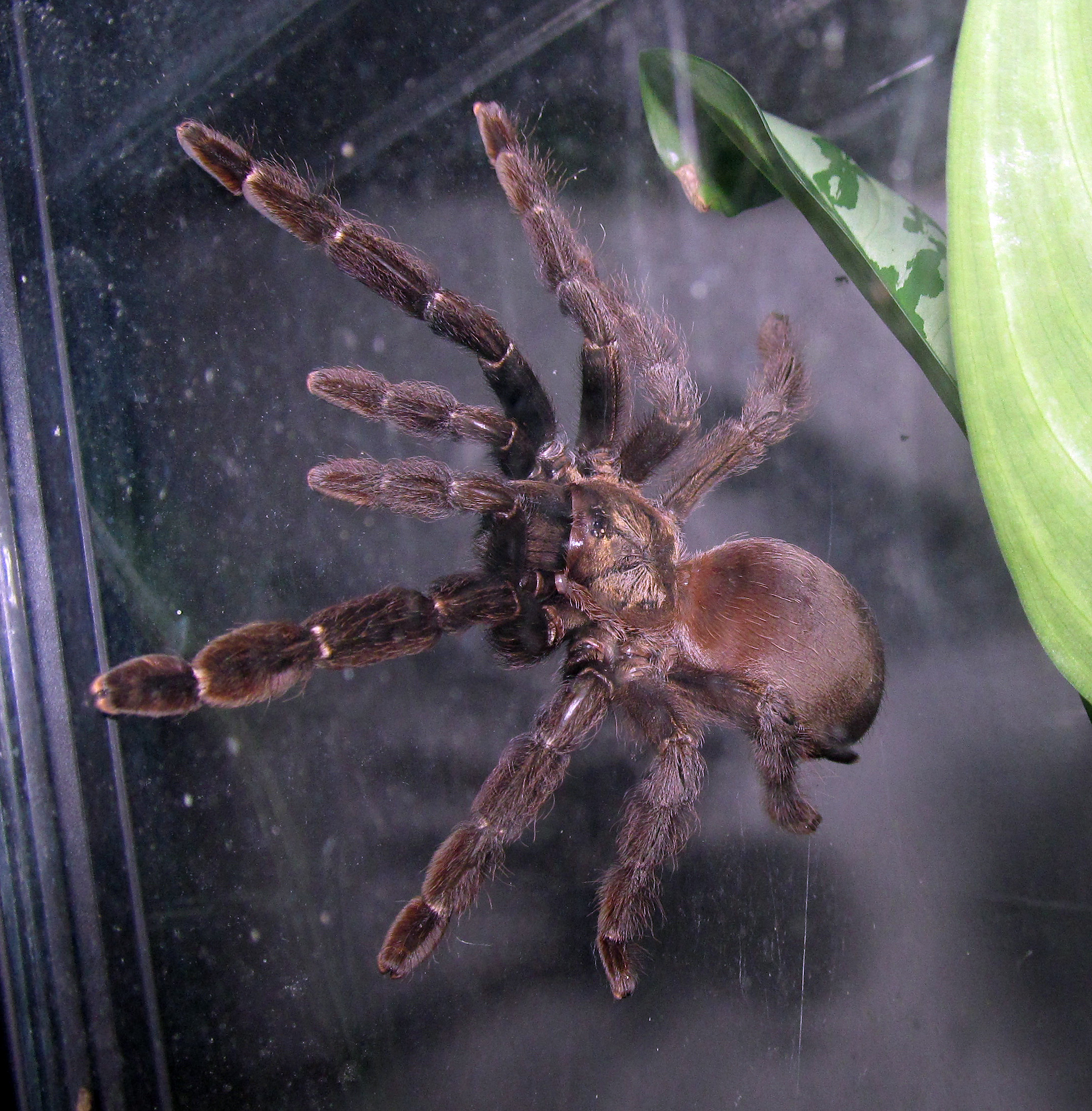
Harfiarz odmienny, samica

Ubarwienie zmienia się w czasie rozwoju osobniczego. Karapaks jest dłuższy niż szeroki, o lekko wyniesionej części głowowej, szerszym niż dłuższym i mniej lub bardziej wysklepionym wzgórku ocznym oraz prostych i głębokich jamkach. Oczy pary przednio-środkowej leżą na tej samej wysokości co oczy pary przednio-bocznej. Brak jest nadustka. Szczękoczułki pozbawione są rastellum. Niemal prostokątne szczęki mają przednie płaty wyciągnięte w stożkowate wyrostki i po około 105–240 kuspuli w kątach wewnętrznych. Warga dolna jest szersza niż długa, zaopatrzona w 87–195 kuspuli. Na aparat strydulacyjny składają się długie, nitkowate szczecinki rozmieszczone w 1–3 szeregach po 4–9 sztuk na nasadowo-brzusznych częściach szczękoczułków oraz dobrze wykształcone liry szczęk zbudowane z pojedynczego szeregu grubych szczecin. Wargę dolną płytka i płaska bruzda dzieli od dłuższego niż szerokiego, spiczasto zakończonego sternum, na którym widnieją trzy pary sigilli oddalonych o na odległość równą swojej średnicy lub mniejszą od jego krawędzi. Odnóża czwartej i pierwszej pary zwykle są najdłuższe i równej długości, a trzeciej pary najkrótsze. U samców P. cambridgei i P. irminia odnóża pierwszej, drugiej i czwartej pary są równej długości. Na tylno-bocznych powierzchniach bioder, krętarzy i nasad ud nogogłaszczków oraz na przednio-bocznych powierzchniach bioder, krętarzy i ud odnóży pierwszej pary znajdują się grupy krótkich, uszeregowanych, gęsto rozmieszczonych szczecinek. Odnóża pierwszej i drugiej pary mają na nadstopiach i stopach szpatułkowate skopule. Trichobotria maczugowate rozmieszczone są w odsiebnych ⅔ długości stopy. Na goleniach i nadstopiach samców występują bocznie skierowane szczecinki. Opistosoma (odwłok) pozbawiona jest włosków parzących. Kądziołki przędne pary tylno-bocznej są palcowate.
Samce mają na goleniach pierwszej pary odnóży apofizy (haki) goleniowe złożone z dwóch gałęzi; za dłuższą z nich, tylno-boczną, znajduje się guzek. Nogogłaszczki samca mają prawie trójkątne cymbium zbudowane z dwóch niemal równych rozmiarów płatów, z których tylno-boczny nie ma zaokrąglonego wyrostka. Kulisty bulbus ma małe subtegulum, guzek na przednio-bocznej powierzchni tegulum  oraz niespłaszczony i pozbawiony kilów embolus o prostym lub zakrzywionym wierzchołku. Genitalia samicy mają dwie osobne, proste spermateki z płatami lub wyrostkami w częściach środkowej i wierzchołkowej.

## Rozprzestrzenienie
Rodzaj neotropikalny, rozmieszczony od południowego Meksyku przez Belize, Gwatemalę, Honduras, Nikaraguę, Kostarykę, Panamę, Kolumbię, Trynidad i Tobago oraz Wenezuelę po Gujanę, północną Brazylię i Ekwador.

## Taksonomia
Takson ten wprowadzony został w 1895 roku przez Reginalda Innesa Pococka. Nazwa naukowa rodzaju oraz zwyczajowa nawiązuje do dźwięków wydawanych podczas strydulacji nawiązujących do dźwięków harfy.
Do rodzaju tego zalicza się 13 opisanych gatunków:
- Psalmopoeus cambridgei Pocock, 1895 – harfiarz trynidadzki, ptasznik trynidadzki
- Psalmopoeus chronoarachne Peñaherrera-R. et León-E., 2023 – harfiarz ulotny
- Psalmopoeus ecclesiasticus Pocock, 1903 – harfiarz duchowny
- Psalmopoeus emeraldus Pocock, 1903 – harfiarz szmaragdowy
- Psalmopoeus irminia Saager, 1994 – harfiarz Irmy, h. wenezuelski, ptasznik wenezuelski
- Psalmopoeus langenbucheri Schmidt, Bullmer et Thierer-Lutz, 2006 – harfiarz północny
- Psalmopoeus maya Witt, 1996 – harfiarz majański
- Psalmopoeus plantaris Pocock, 1903 – harfiarz podeszwowy
- Psalmopoeus pristirana Dupérré et Tapia, 2024 – harfiarz złoty
- Psalmopoeus pulcher Petrunkevitch, 1925 – harfiarz piękny, ptasznik piękny
- Psalmopoeus reduncus (Karsch, 1880) – harfiarz odmienny
- Psalmopoeus satanas Peñaherrera-R. et León-E., 2023 – harfiarz szatański
- Psalmopoeus victori Mendoza, 2014 – harfiarz czerwonowłosy